# Cílení proteinů

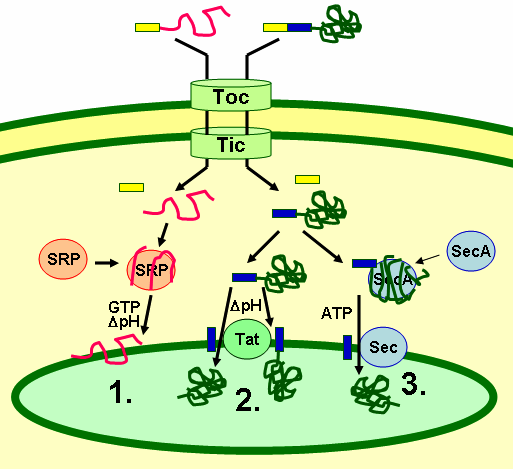
Schéma thylakoidiálního cílení proteinů

Cílení proteinů je biologický mechanismus, umožňující transport proteinů na místo potřeby uvnitř buňky, nebo mimo ni. Může jít o transport z místa syntézy samotného proteinu přímo na místo užití, nebo jeho transport z cytosolu do jiných organel, konkrétně endoplazmatického retikula nebo Golgiho komplexu, kde dochází k jeho dalším úpravám. Tento mechanismus je stěžejní pro správný chod organismu, jelikož chyby v cílení proteinů mohou vést k problémovému chodu organismu, což může být v některých případech fatální.
O tom, kam bude po syntéze bílkovina dále poslána, se rozhoduje již během translace, kdy peptid i po jejím ukončení zůstává v cytosolu, nebo je předán endoplazmatickému retikulu, kde probíhají další posttranslační úpravy. Protein je poslán do endoplazmatického retikula v případě, že obsahuje aminosekvenci tzv. signální peptid. Většinou se jedná o proteiny, které jsou dále využívány samotným endomembránovým systémem.
Proteiny, které signální protein nemají, zpravidla nadále zůstávají v cytosolu. Pokud však mají předpoklady k využití jinými organelami jako jsou mitochondrie, chloroplast nebo jádro, jsou po proběhnutí translace transportovány tam.

## Využití proteinů buněčnými organelami

### Mitochondrie
Většina mitochondriálních proteinů je syntetizována jako cytosolové prekurzory, které obsahují absorpční peptidové signály . Cytosolické chaperony dodávají preproteiny do specifických receptorů v mitochondriální membráně . Preprotein s presekcí cílenou na mitochondrie je vázán receptory a GIP (General Import Pore) na vnější membráně . Preprotein je translokován přes TOM jako tenká smyčka. Preprotein je transportován přes intermembránový prostor malými TIM (které také působí jako molekulární chaperony ) k TIM23 nebo 22 (Translocase of Inner Membrane) na vnitřní membráně . V matrix je cílová sekvence odštěpena pomocí mtHsp70.
Presekvence TIM23 (translocase23) se nachází na mitochondriální vnitřní membráně a spustí protein tvořící póry, který váže prekurzorové proteiny svým N-koncem . TIM23 působí jako translokátor preproteinů pro mitochondriální matrix, vnitřní mitochondriální membránu i pro intermembránový prostor. TIM50 je vázán na TIM23 na vnitřní straně mitochondrií, aby vázal presekvence. TIM44 je vázán na straně matrix a je vázán na mtHsp70.  

### Chloroplasty
Preprotein pro chloroplasty může obsahovat stromální importní sekvenci nebo stromální a thylakoidovou cílící sekvenci. Většina preproteinů je přemístěna prostřednictvím komplexů Toc a Tic umístěných uvnitř obalu chloroplastu. Ve stromě je stromální importní sekvence odštěpena a poskládána do finální formy.

### Peroxizomy
Všechny peroxizomální geny jsou kódovány geny nacházejícími se v jádře.
K dnešnímu dni existují dva typy známých peroxizomálních zaměřujících signálů (PTS):
PTS1 : C-terminální tripeptid s konsenzuální sekvencí (S / A / C) - (K / R / H) - (L / A). Nejběžnějším PTS1 je serin - lysin - leucin (SKL). Většina proteinů peroxizomální matrix má signál typu PTS1.
PTS2 : nonapeptid umístěný blízko N-konce s konsenzuální sekvencí (R / K) - (L / V / I) -XXXXX- (H / Q) - (L / A / F) ( kde X může být jakákoli aminokyselina).
Existují také proteiny, které nemají žádný z těchto signálů. Jejich transport může být založen na takzvaném mechanismu „piggy-back“: takové proteiny se sdružují s matrix proteiny, které mají PTS1, a spolu s nimi jsou přemisťovány do peroxisomální matrix.

#### Nemoci
Vadný přenos peroxizomálních proteinů se vyskytuje u následujících chorob:
- Zellwegerův syndrom
- Adrenoleukodystrofie
- Refsumova nemoc